# Pauline Lafont
Pauline Lafont (* 6. April 1963 als Pauline Aïda Simone Medveczky in Nîmes, Département Gard; † vermutlich 11. August 1988 bei Gabriac, Département Lozère) war eine französische Filmschauspielerin.

## Leben
Pauline Lafont war die jüngste Tochter der Nouvelle-Vague-Schauspielerin Bernadette Lafont und des ungarischen Bildhauers Diourka Medveczky. Ihre Geschwister sind die drei Jahre ältere Élisabeth Lafont, die auch Schauspielerin ist, und David Medveczky.
Durch den Beruf ihrer Mutter gelangte Pauline Lafont schon frühzeitig zum Filmgeschäft. Unter dem Namen Pauline Medveski hatte sie neben ihrer Mutter im Alter von zwölf Jahren ihren ersten Auftritt vor einer Filmkamera im Film Vincent mit l'âne dans un pré von Pierre Zucca.
Ab dem Alter von 17 Jahren war Lafont als Model tätig, es erschienen Fotos von ihr im Magazin Lui.
Der zweite Film, in dem Lafont als Schauspielerin tätig war, war die 1983 gedrehte Komödie Papy fait de la résistance von Jean-Marie Poiré. In diesem Filmdreh zeigte sich das schauspielerische Talent Lafonts, die zu diesem Zeitpunkt 19 Jahre alt war. Zwischen 1982 und 1985 wirkte sie in dem popkulturellen Fernseh-Musikmagazin Les Enfants du rock mit. Im Jahr 1985 spielte sie die Figur der Henriette in Claude Chabrols Inspektor-Lavardin-Kriminalfall Hühnchen in Essig. Nach einer Reihe tragender Nebenrollen übernahm sie im Lauf der 1980er Jahre mehr und mehr Hauptrollen. 1987 spielte sie neben Jane Birkin in Jean-Luc Godards Film Soigne ta droite (dt. Schütze deine Rechte) die Rolle der Golfspielerin.
Lafont verkörperte in ihren Rollen den Stil des rebellischen jugendlichen Frauenbildes der 50er Jahre, der in den 80er Jahren im Rahmen des Rockabilly-Revivals als Retro-Version modern wurde. Die Medien stilisierten sie als Pin-Up, Vamp, sinnliche Verführerin oder Femme fatale.
Lafonts Karriere endete abrupt mit ihrem frühen Tod.

## Tod
Pauline Lafont hatte gemeinsam mit ihrem Bruder im Sommer 1988 die Ferien im Landhaus ihrer Mutter nahe der Gemeinde Saint-André-de-Valborgne in den Cevennen (Südfrankreich) verbracht. Im Morgengrauen des 11. August war sie zu einem Spaziergang aufgebrochen. Ihrem Bruder soll sie als letzte Worte „Ich brauche frische Luft“ zugerufen haben. Nachdem sie nach mehreren Stunden nicht zurückgekehrt war, alarmierte ihr Bruder die Polizei. Die Suche blieb lange Zeit erfolglos. Bernadette Lafont bat den damaligen Staatspräsident François Mitterrand um Unterstützung. In seinem Auftrag wurde eine Kompanie der Fremdenlegion in das Dorf geschickt, um die Einsatzkräfte bei der Suche tatkräftig zu unterstützen.
Ihr rätselhaftes Verschwinden führte zu zahlreichen Spekulationen. Einige Zeitungen mutmaßten, die Schauspielerin sei ausgestiegen und lebe in einer Sekte. Anfang September 1988 wurden die Nachforschungen nach ihr offiziell eingestellt.
Erst mehr als drei Monate nach ihrem Verschwinden entdeckte der 65-jährige Bergbauer Roger Philipp zufällig beim Holzfällen die sterblichen Überreste unter Buschwerk. Lafont war in eine von Büschen verborgene Bergspalte gefallen und laut Obduktion offenbar beim Aufprall aus zehn Metern Höhe gestorben. Nach anderen Quellen habe sie noch einige Zeit gelebt und sei hilflos verhungert. Ihre Identifikation erfolgte über ihre Kleidung sowie einen kleinen Brillantring am linken Ringfinger, der von ihrer Mutter zweifelsfrei wiedererkannt wurde. Die Nachricht löste in Frankreich Bestürzung aus und führte zu Gerüchten, Pauline Lafont könnte ermordet worden sein.

## Filmografie
- 1975: Vincent mit l'âne dans un pré
- 1983: Papy fait de la Résistance – Regie: Jean-Marie Poiré
- 1984: Hühnchen in Essig (Poulet au vinaigre) – Regie: Claude Chabrol
- 1984: Das nächste Opfer (The bad boy) – Regie: Daniel Petrie
- 1984: Die Abrechnung (Un chien écrasé) – Regie: Daniel Duval
- 1984: Unter Frauen (Vive les femmes) – Regie: Claude Confortes
- 1985: Der kleine Coup (Le pactole) – Regie: Jean-Pierre Mocky
- 1985: Dreißig Grad minus (La galette du roi) – Regie: Jean-Michel Ribes
- 1987: Schmutziges Schicksal (Sale destin) – Regie: Sylvain Madigan
- 1986: Ich hasse Schauspieler! (Je hais les acteurs) – Regie: Gérard Krawczyk
- 1987: L’été en pente douce – Regie: Gérard Krawczyk
- 1987: Schütze deine Rechte (Soigne ta droite) – Regie: Jean-Luc Godard
- 1988: Deux minutes de soleil en plus – Regie: Gérard Vergez